# Discografia di RM
La discografia di RM, rapper sudcoreano, è formata da 2 album in studio, 2 mixtape, 16 singoli e 18 video musicali.
RM ha debuttato nel giugno 2013 come leader della boy band BTS utilizzando lo pseudonimo Rap Monster, che ha conservato fino al novembre 2017, quando l'ha abbreviato. Nel 2015 ha pubblicato il suo primo mixtape solista RM. Nel corso della sua carriera ha stretto collaborazioni con artisti coreani ed internazionali come Wale, Warren G, Gaeko, Krizz Kaliko, MFBTY e Primary; ha inoltre prodotto e scritto una varietà di tracce per tutti gli album dei BTS, e nel gennaio 2020 è entrato come membro a pieno titolo nella Korea Music Copyright Association.

## Album in studio
| Anno                                                                                          | Titolo                                                 | Posizione massima settimanale | Posizione massima settimanale | Posizione massima settimanale | Posizione massima settimanale | Posizione massima settimanale | Posizione massima settimanale | Posizione massima settimanale | Posizione massima settimanale | Posizione massima settimanale | Posizione massima settimanale | Vendite                                                                                | Certificazioni          |
| Anno                                                                                          | Titolo                                                 | KOR                           | AUS                           | CAN                           | DEU                           | ITA                           | JPN                           | NLD                           | NZ                            | UK                            | US                            | Vendite                                                                                | Certificazioni          |
| --------------------------------------------------------------------------------------------- | ------------------------------------------------------ | ----------------------------- | ----------------------------- | ----------------------------- | ----------------------------- | ----------------------------- | ----------------------------- | ----------------------------- | ----------------------------- | ----------------------------- | ----------------------------- | -------------------------------------------------------------------------------------- | ----------------------- |
| 2022                                                                                          | Indigo - Pubblicato: 2 dicembre 2022                   | 2                             | 26                            | 19                            | 18                            | 21                            | 4                             | 67                            | 12                            | 45                            | 3                             | - KOR: 544.294 (CD) + 195.069 (Weverse Album) + 67.113 (LP) - US: 89.500 - JPN: 33.258 | - KMCA: 2× Platino (CD) |
| 2024                                                                                          | Right Place, Wrong Person - Pubblicato: 24 maggio 2024 | 2                             | 50                            | 56                            | 9                             | 49                            | 2                             | 93                            | 20                            | 37                            | 5                             | - KOR: 543.385 (CD) + 74.783 (Weverse Album)                                           |                         |
| "—" indica che l'opera non si è classificata o che non è stata pubblicata in quel territorio. |                                                        |                               |                               |                               |                               |                               |                               |                               |                               |                               |                               |                                                                                        |                         |

## Mixtape
| Anno                                                                                          | Titolo                             | Posizione massima settimanale | Posizione massima settimanale | Posizione massima settimanale | Posizione massima settimanale | Posizione massima settimanale | Posizione massima settimanale | Posizione massima settimanale | Posizione massima settimanale | Vendite                  |
| Anno                                                                                          | Titolo                             | AUS                           | CAN                           | IRE                           | ITA                           | NLD                           | NOR                           | SWE                           | US                            | Vendite                  |
| --------------------------------------------------------------------------------------------- | ---------------------------------- | ----------------------------- | ----------------------------- | ----------------------------- | ----------------------------- | ----------------------------- | ----------------------------- | ----------------------------- | ----------------------------- | ------------------------ |
| 2015                                                                                          | RM - Pubblicato: 20 marzo 2015     | —                             | —                             | —                             | —                             | —                             | —                             | —                             | —                             | N.D.                     |
| 2018                                                                                          | Mono - Pubblicato: 23 ottobre 2018 | 36                            | 22                            | 37                            | 51                            | 29                            | 17                            | 28                            | 26                            | - US:16.000 - JPN: 2.310 |
| "—" indica che l'opera non si è classificata o che non è stata pubblicata in quel territorio. |                                    |                               |                               |                               |                               |                               |                               |                               |                               |                          |

## Singoli
| Anno                                                                                          | Titolo                                                                   | Posizione massima settimanale | Posizione massima settimanale | Posizione massima settimanale | Posizione massima settimanale | Posizione massima settimanale | Vendite                   | Certificazioni |
| Anno                                                                                          | Titolo                                                                   | KOR                           | CAN                           | HUN Singoli                   | UK                            | US                            | Vendite                   | Certificazioni |
| --------------------------------------------------------------------------------------------- | ------------------------------------------------------------------------ | ----------------------------- | ----------------------------- | ----------------------------- | ----------------------------- | ----------------------------- | ------------------------- | -------------- |
| 2013                                                                                          | Perfect Christmas (con Jo Kwon, Lim Jeong-hee, Joohee e Jung Kook)       | 45                            | —                             | —                             | —                             | —                             | - KOR: 64.789             |                |
| 2015                                                                                          | P.D.D (con Warren G)                                                     | 74                            | —                             | —                             | —                             | —                             | - KOR: 16.675             |                |
| 2015                                                                                          | Fantastic (feat. Mandy Ventrice, per Fantastic 4 - I Fantastici Quattro) | —                             | —                             | —                             | —                             | —                             | - KOR: 17.345             |                |
| 2017                                                                                          | Change (con Wale)                                                        | —                             | —                             | —                             | —                             | —                             |                           |                |
| 2021                                                                                          | Bicycle                                                                  | —                             | —                             | 36                            | —                             | —                             |                           |                |
| 2022                                                                                          | Wild Flower (con Youjeen)                                                | 49                            | 93                            | 6                             | —                             | 83                            |                           |                |
| 2024                                                                                          | Come Back to Me                                                          | —                             | —                             | —                             | 80                            | 103                           |                           |                |
| 2024                                                                                          | Lost!                                                                    | —                             | —                             | —                             | —                             | —                             |                           |                |
| 2025                                                                                          | Stop the Rain (con Tablo)                                                | TBA                           | TBA                           | TBA                           | TBA                           | TBA                           |                           |                |
| Come artista ospite                                                                           |                                                                          |                               |                               |                               |                               |                               |                           |                |
| 2017                                                                                          | Gajah (Gaeko feat. Rap Monster)                                          | 17                            | —                             | —                             | —                             | —                             | - KOR: 120.282            |                |
| 2017                                                                                          | Champion (Remix) (Fall Out Boy feat. RM)                                 | —                             | —                             | —                             | —                             | —                             | - US: 18.000 - KOR: 5.903 |                |
| 2019                                                                                          | Crying Over You (Honne feat. RM e Beka)                                  | —                             | —                             | —                             | —                             | —                             |                           |                |
| 2019                                                                                          | Crying Over You (Honne feat. RM e Bibi Zhou)                             | —                             | —                             | —                             | —                             | —                             |                           |                |
| 2019                                                                                          | Seoul Town Road (Lil Nas X feat. RM)                                     | —                             | —                             | —                             | —                             | —                             |                           | - PBM: Oro     |
| 2022                                                                                          | Sexy Nukim (Balming Tiger feat. RM)                                      | —                             | —                             | —                             | —                             | —                             |                           |                |
| 2024                                                                                          | Neva Play (Megan Thee Stallion feat. RM)                                 | TBA                           | TBA                           | TBA                           | TBA                           | TBA                           |                           |                |
| "—" indica che l'opera non si è classificata o che non è stata pubblicata in quel territorio. |                                                                          |                               |                               |                               |                               |                               |                           |                |

## Brani musicali

### Brani entrati in classifica
| Titolo                                                                                        | Anno | Posizione massima settimanale | Posizione massima settimanale | Vendite       | Album                    |
| Titolo                                                                                        | Anno | KOR                           | HUN Singoli                   | Vendite       | Album                    |
| --------------------------------------------------------------------------------------------- | ---- | ----------------------------- | ----------------------------- | ------------- | ------------------------ |
| Intro: What Am I to You                                                                       | 2014 | 219                           | —                             | - KOR: 7.785  | Dark & Wild              |
| Reflection                                                                                    | 2016 | 38                            | —                             | - KOR: 82.068 | Wings                    |
| Trivia: Love                                                                                  | 2018 | 56                            | 20                            | - US: 10.000  | Love Yourself: Answer    |
| Intro: Persona                                                                                | 2019 | 34                            | 22                            | - US: 6.800   | Map of the Soul: Persona |
| Yun (con Erykah Badu)                                                                         | 2022 | 173                           | —                             |               | Indigo                   |
| Still Life (con Anderson Paak)                                                                | 2022 | 157                           | —                             |               | Indigo                   |
| All Day (con Tablo)                                                                           | 2022 | 159                           | —                             |               | Indigo                   |
| Forg_tful (con Kim Sa-wol)                                                                    | 2022 | 191                           | —                             |               | Indigo                   |
| Closer (con Paul Blanco e Mahalia)                                                            | 2022 | 195                           | —                             |               | Indigo                   |
| No.2 (con Park Ji-yoon)                                                                       | 2022 | 181                           | —                             |               | Indigo                   |
| "—" indica che l'opera non si è classificata o che non è stata pubblicata in quel territorio. |      |                               |                               |               |                          |

### Collaborazioni
| Titolo                                                                                        | Anno | Posizione massima settimanale | Posizione massima settimanale | Vendite        | Album                                |
| Titolo                                                                                        | Anno | KOR                           | HUN Singoli                   | Vendite        | Album                                |
| --------------------------------------------------------------------------------------------- | ---- | ----------------------------- | ----------------------------- | -------------- | ------------------------------------ |
| BuckuBucku (MFBTY feat. EE, Rap Monster e Dino-J)                                             | 2015 | —                             | —                             | - KOR: 14.686  | WondaLand                            |
| U (Primary feat. Kwon Jin-ah e Rap Monster)                                                   | 2015 | 22                            | —                             | - KOR: 158.700 | 2-1                                  |
| Prometheus (Yankie feat. Dok2, Juvie Train, Double K, Rap Monster, Topbob e Don Mills)        | 2015 | —                             | —                             |                | Andre                                |
| Timeless (Tiger JK feat. RM)                                                                  | 2018 | —                             | —                             |                | Drunken Tiger X: Rebirth of Tiger JK |
| Winter Flower (Younha feat. RM)                                                               | 2020 | 48                            | 31                            | - US: 5.000    | Unstable Mindset                     |
| Strange (Agust D feat. RM)                                                                    | 2020 | —                             | 26                            |                | D-2                                  |
| Don't (eAeon feat. RM)                                                                        | 2021 | —                             | 5                             |                | Fragile                              |
| Smoke Sprite (So!Yoon! feat. RM)                                                              | 2023 | —                             | 37                            |                | Episode 1: Love                      |
| Don't Ever Say Love Me (Colde feat. RM)                                                       | 2023 | —                             | 29                            |                | Love Part 2                          |
| "—" indica che l'opera non si è classificata o che non è stata pubblicata in quel territorio. |      |                               |                               |                |                                      |

### Altri brani
Registrazioni caricate gratuitamente su SoundCloud:
- 2013 – Rap Monster[48]
- 2013 – Where U At[49]
- 2013 – Favorite Girl[50]
- 2013 – Like a Star (con Jung Kook)[51]
- 2013 – Adult Child (con Suga e Jin)[52]
- 2013 – Something[53]
- 2014 – Too Much[54]
- 2014 – Monterlude[55]
- 2014 – RM Cyper Ruff[56]
- 2015 – Unpack Your Bags (con DJ Soulscape)[57]
- 2016 – I Know (con Jungkook)[58]
- 2017 – Always[59]
- 2017 – 4 O'Clock (con V)[60]
- 2018 – Ddaeng (con Suga e J-Hope)[61]

## Crediti come autore
Crediti tratti dal database della Korea Music Copyright Association, se non diversamente specificato.

### Per i BTS
- 2013 – We Are Bulletproof Pt. 2 (in 2 Cool 4 Skool, scrittura)
- 2013 – Outro: Circle Room Cypher (in 2 Cool 4 Skool, testo)
- 2013 – Like (in 2 Cool 4 Skool, scrittura)
- 2013 – No More Dream (in 2 Cool 4 Skool, scrittura)
- 2013 – Path (in 2 Cool 4 Skool, scrittura)
- 2013 – Skit: On the Start Line (in 2 Cool 4 Skool, testo)
- 2013 – Intro: O!RUL8,2? (in O!RUL8,2?, scrittura)
- 2013 – N.O (in O!RUL8,2?, scrittura)
- 2013 – We On (in O!RUL8,2?, scrittura)
- 2013 – If I Ruled the World (in O!RUL8,2?, scrittura)
- 2013 – Coffee (in O!RUL8,2?, scrittura)
- 2013 – BTS Cypher Pt. 1 (in O!RUL8,2?, scrittura)
- 2013 – Attack on Bangtan (in O!RUL8,2?, scrittura)
- 2013 – Satoori Rap (in O!RUL8,2?, scrittura)
- 2014 – Intro: Skool Luv Affair (in Skool Luv Affair, scrittura)
- 2014 – Boy In Luv (in Skool Luv Affair, scrittura)
- 2014 – Where Did You Come From? (in Skool Luv Affair, scrittura)
- 2014 – Just One Day (in Skool Luv Affair, scrittura)
- 2014 – Tomorrow (in Skool Luv Affair, scrittura)
- 2014 – BTS Cypher Pt. 2: Triptych (in Skool Luv Affair, scrittura)
- 2014 – Spine Breaker (in Skool Luv Affair, scrittura)
- 2014 – Jump (in Skool Luv Affair, scrittura)
- 2014 – Miss Right (in Skool Luv Affair Special Addition, scrittura)
- 2014 – Like (Slow Jam Remix) (in Skool Luv Affair, scrittura)
- 2014 – Intro: What Am I to You (in Dark & Wild, scrittura)
- 2014 – Danger (in Dark & Wild, scrittura)
- 2014 – War of Hormone (in Dark & Wild, scrittura)
- 2014 – Hip Hop Lover (in Dark & Wild, scrittura)
- 2014 – Let Me Know (in Dark & Wild, scrittura)
- 2014 – Rain (in Dark & Wild, scrittura)
- 2014 – BTS Cypher Pt.3: Killer feat. Supreme Boi (in Dark & Wild, scrittura)
- 2014 – Would You Turn Off Your Cellphone? (in Dark & Wild, scrittura)
- 2014 – Blanket Kick (in Dark & Wild, scrittura)
- 2014 – 24/7=Heaven (in Dark & Wild, scrittura)
- 2014 – Look Here (in Dark & Wild, scrittura)
- 2014 – 2nd Grade (in Dark & Wild, scrittura)
- 2014 – The Stars (in Wake Up, testo)[63]
- 2014 – Jump (Japanese version) (in Wake Up, scrittura)[63]
- 2014 – Danger (Japanese version) (in Wake Up, scrittura)[63]
- 2014 – Boy In Luv (Japanese version) (in Wake Up, scrittura)[63]
- 2014 – Just One Day (Japanese version) (in Wake Up, scrittura)[63]
- 2014 – Iine (in Wake Up, scrittura)[63]
- 2014 – Iine! Pt. 2 (in Wake Up, testo)[63]
- 2014 – No More Dream (Japanese version) (in Wake Up, scrittura)[63]
- 2014 – Attack on Bangtan (Japanese version) (in Wake Up, scrittura)[63]
- 2014 – N.O. (Japanese version) (in Wake Up, scrittura)[63]
- 2014 – Wake Up (in Wake Up, scrittura)[63]
- 2014 – Outro (in Wake Up, scrittura)[63]
- 2015 – Changmin's Music Plaza (Hip Hop version) (testo)
- 2015 – I Need U (in The Most Beautiful Moment in Life, Pt. 1, scrittura)
- 2015 – Hold Me Tight (in The Most Beautiful Moment in Life, Pt. 1, scrittura)
- 2015 – Dope (in The Most Beautiful Moment in Life, Pt. 1, scrittura)
- 2015 – Boyz with Fun (in The Most Beautiful Moment in Life, Pt. 1, scrittura)
- 2015 – Converse High (in The Most Beautiful Moment in Life, Pt. 1, scrittura)
- 2015 – Moving On (in The Most Beautiful Moment in Life, Pt. 1, scrittura)
- 2015 – Run (in The Most Beautiful Moment in Life, Pt. 2, scrittura)
- 2015 – Butterfly (in The Most Beautiful Moment in Life, Pt. 2, scrittura)
- 2015 – Whalien 52 (in The Most Beautiful Moment in Life, Pt. 2, scrittura)
- 2015 – Ma City (in The Most Beautiful Moment in Life, Pt. 2, scrittura)
- 2015 – Silver Spoon (in The Most Beautiful Moment in Life, Pt. 2, scrittura)
- 2015 – Dead Leaves (in The Most Beautiful Moment in Life, Pt. 2, scrittura)
- 2016 – Fire (in The Most Beautiful Moment in Life: Young Forever, scrittura)
- 2016 – Save Me (in The Most Beautiful Moment in Life: Young Forever, scrittura)
- 2016 – Epilogue: Young Forever (in The Most Beautiful Moment in Life: Young Forever, scrittura)
- 2016 – Love Is Not Over (Full Length Edition) (in The Most Beautiful Moment in Life: Young Forever, testo)
- 2016 – I Need U (Urban Mix) (in The Most Beautiful Moment in Life: Young Forever, testo)
- 2016 – I Need U (Remix) (in The Most Beautiful Moment in Life: Young Forever, testo)
- 2016 – Run (Ballad Mix) (in The Most Beautiful Moment in Life: Young Forever, testo)
- 2016 – Run (Alternative Mix) (in The Most Beautiful Moment in Life: Young Forever, testo)
- 2016 – Butterfly (Alternative Mix) (in The Most Beautiful Moment in Life: Young Forever, testo)
- 2016 – Introduction: Youth (in Youth, scrittura)[64]
- 2016 – Run (Japanese ver.) (in Youth, scrittura)[64]
- 2016 – Fire (Japanese ver.) (in Youth, scrittura)[64]
- 2016 – Dope (Japanese ver.) (in Youth, scrittura)[64]
- 2016 – Good Day (in Youth, scrittura)[64]
- 2016 – Save Me (Japanese ver.) (in Youth, scrittura)[64]
- 2016 – Boyz with Fun (Japanese ver.) (in Youth, scrittura)[64]
- 2016 – Silver Spoon (Japanese ver.) (in Youth, scrittura)[64]
- 2016 – Wishing on a Star (in Youth, scrittura)[64]
- 2016 – Butterfly (Japanese ver.) (in Youth, testo)[64]
- 2016 – For You (in Youth, scrittura)[64]
- 2016 – I Need U (Japanese ver.) (in Youth, scrittura)[64]
- 2016 – Epilogue: Young Forever (Japanese ver.) (in Youth, scrittura)[64]
- 2016 – Intro: Boy Meets Evil (in Wings, scrittura)
- 2016 – Blood Sweat & Tears (in Wings, scrittura)
- 2016 – Begin (in Wings, scrittura)
- 2016 – Reflection (in Wings, scrittura)
- 2016 – Awake (in Wings, scrittura)
- 2016 – Lost (in Wings, scrittura)
- 2016 – BTS Cypher Pt. 4 (in Wings, scrittura)
- 2016 – Am I Wrong (in Wings, testo)
- 2016 – 21st Century Girl (in Wings, scrittura)
- 2016 – Two! Three! (Still Wishing For Better Days) (in Wings, scrittura)
- 2016 – Interlude: Wings (in Wings, scrittura)
- 2017 – Spring Day (in You Never Walk Alone, scrittura)
- 2017 – Not Today (in You Never Walk Alone, scrittura)
- 2017 – Outro: Wings (in You Never Walk Alone, scrittura)
- 2017 – A Supplementary Story: You Never Walk Alone (in You Never Walk Alone, scrittura)
- 2017 – Intro: Serendipity (in Love Yourself: Her, scrittura)
- 2017 – DNA (in Love Yourself: Her, scrittura)
- 2017 – Best of Me (in Love Yourself: Her, scrittura)
- 2017 – Dimple (in Love Yourself: Her, scrittura)
- 2017 – Pied Pier (in Love Yourself: Her, scrittura)
- 2017 – Mic Drop (in Love Yourself: Her, scrittura)
- 2017 – Outro: Her (in Love Yourself: Her, scrittura)
- 2017 – Sea (in Love Yourself: Her, scrittura)
- 2017 – Mic Drop (Steve Aoki Remix) (feat. Desiigner) (scrittura)[65]
- 2017 – Come Back Home (in Seo Taiji 25 Project, testo)
- 2018 – Intro: Ringwanderung (in Face Yourself, scrittura)[66]
- 2018 – Best of Me (Japanese ver.) (in Face Yourself, scrittura)[66]
- 2018 – Blood Sweat & Tears (Japanese ver.) (in Face Yourself, scrittura)[66]
- 2018 – DNA (Japanese ver.) (in Face Yourself, scrittura)[66]
- 2018 – Not Today (Japanese ver.) (in Face Yourself, scrittura)[66]
- 2018 – Mic Drop (Japanese ver.) (in Face Yourself, scrittura)[66]
- 2018 – Crystal Snow (in Face Yourself, scrittura)[66]
- 2018 – Spring Day (Japanese ver.) (in Face Yourself, scrittura)[66]
- 2018 – Intro: Singularity (in Love Yourself: Tear, scrittura)
- 2018 – Fake Love (in Love Yourself: Tear, scrittura)
- 2018 – The Truth Untold (in Love Yourself: Tear, scrittura)
- 2018 – 134340 (in Love Yourself: Tear, scrittura)
- 2018 – Paradise (in Love Yourself: Tear, scrittura)
- 2018 – Love Maze (in Love Yourself: Tear, scrittura)
- 2018 – Magic Shop (in Love Yourself: Tear, scrittura)
- 2018 – Airplane Pt. 2 (in Love Yourself: Tear, scrittura)
- 2018 – Anpanman (in Love Yourself: Tear, scrittura)
- 2018 – So What (in Love Yourself: Tear, scrittura)
- 2018 – Outro: Tear (in Love Yourself: Tear, scrittura)
- 2018 – Spring Day (Brit Rock Remix (testo)[67]
- 2018 – Euphoria (in Love Yourself: Answer, scrittura)
- 2018 – Serendipity (Full Length Edition) (in Love Yourself: Answer, scrittura)
- 2018 – Trivia: Love (in Love Yourself: Answer, scrittura)
- 2018 – I'm Fine (in Love Yourself: Answer, scrittura)
- 2018 – Idol (in Love Yourself: Answer, scrittura)
- 2018 – Answer: Love Myself  (in Love Yourself: Answer, scrittura)
- 2018 – DNA (Pedal 2 LA Mix) (in Love Yourself: Answer, scrittura)
- 2018 – Fake Love (Rocking Vibe Mix) (in Love Yourself: Answer, scrittura)
- 2018 – Mic Drop (Steve Aoki remix) (Full Length Edition) (in Love Yourself: Answer, scrittura)
- 2018 – Idol feat. Nicki Minaj (in Love Yourself: Answer, scrittura)
- 2019 – Intro: Persona (in Map of the Soul: Persona, scrittura)
- 2019 – Boy with Luv feat. Halsey (in Map of the Soul: Persona, scrittura)
- 2019 – Mikrokosmos (in Map of the Soul: Persona, scrittura)
- 2019 – Make It Right (in Map of the Soul: Persona, scrittura)
- 2019 – Home (in Map of the Soul: Persona, scrittura)
- 2019 – Jamais Vu (in Map of the Soul: Persona, scrittura)
- 2019 – Dionysus (in Map of the Soul: Persona, scrittura)
- 2019 – Heartbeat (in BTS World, scrittura)[68]
- 2019 – All Night (in BTS World, scrittura)[68]
- 2020 – Interlude: Shadow (in Map of the Soul: 7, scrittura)
- 2020 – Black Swan (in Map of the Soul: 7, scrittura)
- 2020 – My Time (in Map of the Soul: 7, scrittura)
- 2020 – Louder than Bombs (in Map of the Soul: 7, scrittura)
- 2020 – On (in Map of the Soul: 7, scrittura)
- 2020 – Ugh! (in Map of the Soul: 7, scrittura)
- 2020 – 00:00 (Zero O'Clock) (in Map of the Soul: 7, scrittura)
- 2020 – Inner Child (in Map of the Soul: 7, scrittura)
- 2020 – Moon (in Map of the Soul: 7, scrittura)
- 2020 – Respect (in Map of the Soul: 7, scrittura)
- 2020 – We are Bulletproof: the Eternal (in Map of the Soul: 7, scrittura)
- 2020 – On feat. Sia (in Map of the Soul: 7, scrittura)
- 2020 – In the Soop (per la colonna sonora di BTS In the Soop, scrittura)
- 2020 – Life Goes On (in Be, scrittura)
- 2020 – Fly to My Room (in Be), scrittura)
- 2020 – Blue & Grey (in Be, scrittura)
- 2020 – Skit (in Be, scrittura)
- 2020 – Telepathy (in Be, scrittura)
- 2020 – Dis-ease (in Be, scrittura)
- 2020 – Stay (in Be, scrittura)
- 2021 – Butter (scrittura)
- 2021 – My Universe (con i Coldplay, in Music of the Spheres, scrittura)
- 2022 – Born Singer (in Proof, scrittura)
- 2022 – Yet to Come (The Most Beautiful Moment) (in Proof, scrittura)
- 2022 – Run BTS (in Proof, scrittura)
- 2022 – For Youth (in Proof, scrittura)
- 2022 – Young Love (in Proof, scrittura)
- 2022 – Quotation Mark (in Proof, scrittura)
- 2023 – Take Two

### Per altri artisti
- 2010 – Love U Hate U dei 2AM (in Saint O'Clock, testo)[69]
- 2012 – Party (XXO) delle Glam (scrittura)
- 2013 – I Like That delle Glam (scrittura)
- 2016 – Dilemma degli Homme (scrittura)
- 2018 – Waste It on Me di Steve Aoki feat. BTS (in Neon Future III, scrittura)[70]
- 2018 – Promise di Jimin (testo)[71]
- 2019 – Tonight di Jin (scrittura)[72]
- 2019 – Winter Bear di V (scrittura)[73]
- 2020 – Abyss di Jin (testo)[74]
- 2021 – 0X1=Lovesong (I Know I Love You) dei TXT feat. Seori (in The Chaos Chapter: Freeze, testo)[75]

### Per se stesso
- 2013 – Adult Child con Suga e Jin (testo)[52]
- 2013 – Perfect Christmas con Jung Kook, Jo Kwon, Lim Jeong-hee e Joohee (testo)
- 2014 – Too Much (testo)[54]
- 2015 – P.D.D. con Warren G (scrittura)
- 2015 – BuckuBucku degli MFBTY feat. EE, Rap Monster e Dino J (in Wondaland, testo)
- 2015 – Prometheus di Yankie feat. Dok2, Juvie Train, Double K, Rap Monster, Topbob e Don Mills (in Andre, testo)
- 2015 – U di Primary feat. Kwon Jin-ah e Rap Monster (in 2-1, testo)
- 2015 – tutte le tracce di RM (testo)[76]
- 2015 – Fantastic feat. Mandy Ventrice (scrittura)
- 2016 – I Know con Jungkook (scrittura)[58]
- 2017 – Gajah con Gaeko (testo)
- 2017 – Change con Wale (scrittura)
- 2017 – 4 O'Clock con V (scrittura)[60]
- 2018 – Ddaeng con Suga e J-Hope (scrittura)[61]
- 2018 – tutte le tracce di Mono, scrittura)[77]
- 2018 – Timeless con Tiger JK (in Drunken Tiger X: Rebirth of Tiger JK, testo)
- 2019 – Crying Over You con Honne e Beka (testo)[78]
- 2020 – Winter Flower con Younha (in Unstable Mindset, testo)[79]
- 2020 – Strange con Agust D (in D-2, testo)
- 2021 – Bicycle (testo, musica e produzione)[80]
- 2022 – tutte le tracce di Indigo (scrittura)
- 2024 – tutte le tracce di Right Place, Wrong Person
- 2025 – Stop the Rain con Tablo

## Video musicali
- 2013 – Perfect Christmas (con Jo Kwon, Lim Jeong-hee, Joohee e Jung Kook)
- 2015 – Do You
- 2015 – Awakening
- 2015 – Joke
- 2015 – P.D.D. (con Warren G)
- 2015 – Fantastic (feat. Mandy Ventrice)
- 2016 – Change (con Wale)
- 2018 – Forever Rain
- 2018 – Seoul
- 2018 – Moonchild
- 2022 – Wild Flower (con Youjeen)
- 2022 – Still Life (con Anderson Paak)
- 2023 – Closer (con Mahalia e Paul Blanco)
- 2024 – Come Back to Me
- 2024 – Lost!
- 2024 – Neva Play
- 2024 – Around the World in a Day
- 2025 – Stop the Rain (con Tablo)